# Kristin Möller
Pour les articles homonymes, voir Möller.
Kristin Möller, née le 5 avril 1984 à Gera (Allemagne), est une triathlète et duathlète allemande, multiple vainqueur sur triathlon Ironman. 

## Palmarès
Le tableau présente les résultats les plus significatifs (podium) obtenus sur le circuit national et international de triathlon et de duathlon depuis 2009.
| Année | Compétition                                         | Pays        | Position           | Temps           |
| ----- | --------------------------------------------------- | ----------- | ------------------ | --------------- |
| 2021  | Ironman Majorque                                    | Espagne     | Médaille de bronze | 9 h 2 min 52 s  |
| 2021  | Ironman Suisse                                      | Suisse      | Médaille de bronze | 9 h 10 min 24 s |
| 2019  | Ironman 70.3 Tallinn                                | Estonie     | Médaille d'argent  | 9 h 4 min 8 s   |
| 2017  | Ironman Hamburg                                     | Allemagne   | Médaille de bronze | 9 h 39 min 43 s |
| 2017  | Ironman Cairns                                      | Australie   | Médaille de bronze | 9 h 14 min 8 s  |
| 2016  | Ironman Suède                                       | Suède       | Médaille d'or      | 9 h 14 min 39 s |
| 2014  | Ironman 70.3 Zell am See-Kaprun                     | Autriche    | Médaille d'argent  | 4 h 37 min 30 s |
| 2013  | Ironman Lanzarote                                   | Espagne     | Médaille d'or      | 9 h 37 min 34 s |
| 2013  | Ironman Allemagne                                   | Allemagne   | Médaille de bronze | 9 h 1 min 55 s  |
| 2012  | Ironman France                                      | France      | Médaille de bronze | 9 h 37 min 7 s  |
| 2012  | Ironman 70.3 Italie                                 | Italie      | Médaille d'or      | 4 h 47 min 58 s |
| 2011  | Ironman Pays de Galles                              | Royaume-Uni | Médaille d'or      | 10 h 1 min 19 s |
| 2011  | Ironman Royaume-Uni                                 | Royaume-Uni | Médaille d'or      | 9 h 19 min 4 s  |
| 2010  | Ironman Wisconsin                                   | États-Unis  | Médaille d'argent  | 9 h 39 min 43 s |
| 2009  | Championnat d'Allemagne de duathlon longue distance | Allemagne   | Médaille d'or      | 3 h 46 min 0 s  |